# 東村 (沖繩縣)
東村（日语：／ Higashi son */?，琉球語：／ ）位於琉球列島沖繩群島沖繩島北部地區國頭半島東側，以山原的自然環境著名，特別是作為村花的杜鵑花，每年三月皆會舉辦杜鵑花節。村裡產業以種植菠蘿和甘蔗為主。

## 地理
- 村內最高山為伊湯岳，標高446.2公尺。
- 河川：福地川，慶佐次川，有銘川，新川川
- 湖沼：福上湖，新川湖
- 村的東北部有沖繩縣最大的水庫，福地水庫。
- 村北部與國頭村交界附近，有美軍的演習場。

## 歷史
- 1923年4月1日：久志村（現名護市的一部份）北部的有銘、慶佐次、平良、川田、宮城、高江共六個聚落，分割獨立為東村。
- 1974年：沖繩最大的水庫，福地水庫完成。
- 1993年 - 名護國頭線（縣道70號）為名護市二見～東村平良間，與東大宜味線（縣道80號）全線昇格為國道331號。

## 周邊單位
日本海上保安廳第11管區海上保安本部的「慶佐次(遠距離無線電導航系統(Loran))航路標識事務所」位於東村慶佐次辧田原501-2。

## 行政
村長部局設置有總務財政課、企劃觀光課、住民課、保健福祉課、建設環境課、農林水産課等。進一步、除了村長部局外還有議會事務局、教育委員會、選舉管理委員會、農業委員會、監査委員會等各事務局。
- 村長 伊集盛久（いじゅ せいきゅう）（從2007年5月起）
- 副村長 金城紀昭（きんじょう のりあき）
- 教育長 吉本健夫（よしもと たてお）

## 教育
全部為公立（村立）學校。

### 小中學校
| - 東村立東小中學校 （页面存档备份，存于） - 東村立有銘小中學校 （页面存档备份，存于） | - 東村立高江小中學校 |

### 幼稚園
| - 東村立東幼稚園 | - 東村立有銘幼稚園 |

## 交通

### 道路
| 國道 - 國道331號 主要地方道 - 沖繩縣道70號國頭東線 | 一般縣道 - 沖繩縣道14號線 |

## 本地出身名人
- 宮里藍（職業高爾夫選手）
- 宮里聖志（職業高爾夫選手）
- 宮里優作（職業高爾夫選手）

## 外部連結
- 沖縄県東村のホームページ （页面存档备份，存于）（官方網站）